# Gordaliza del Pino
Gordaliza del Pino è un comune spagnolo di 335 abitanti situato nella comunità autonoma di Castiglia e León.